# Penstemon teucrioides
Penstemon teucrioides är en grobladsväxtart som beskrevs av Edward Lee Greene. Penstemon teucrioides ingår i släktet penstemoner, och familjen grobladsväxter. Inga underarter finns listade i Catalogue of Life.